# Miguel Fuentes (zapaśnik)
Miguel Fuentes (ur. 22 czerwca 1979) – wenezuelski zapaśnik w stylu wolnym. Wicemistrz igrzysk boliwaryjskich w 2001 roku.